# La nit estelada
La nit estelada (neerlandès: De sterrennacht) és una pintura a l'oli realitzada per Van Gogh el 1889, actualment exposada al Museu d'Art Modern de Nova York.
El quadre mostra la vista exterior, de nit, des de la finestra del sanatori de Sant Romieg de Provença, on s'havia reclòs després d'un dels seus freqüents atacs, tot i que fou pintada de memòria durant el dia. Data de mitjana 1889, tretze mesos abans del seu suïcidi. Des del 1941, forma part de la col·lecció permanent del Museu d'Art Modern de Nova York, com a part del llegat de Lillie P. Bliss. Considerat una obra mestra de Van Gogh, se n'han fet moltes reproduccions, i és una de les seves obres més conegudes.

## Gènesi de l'obra

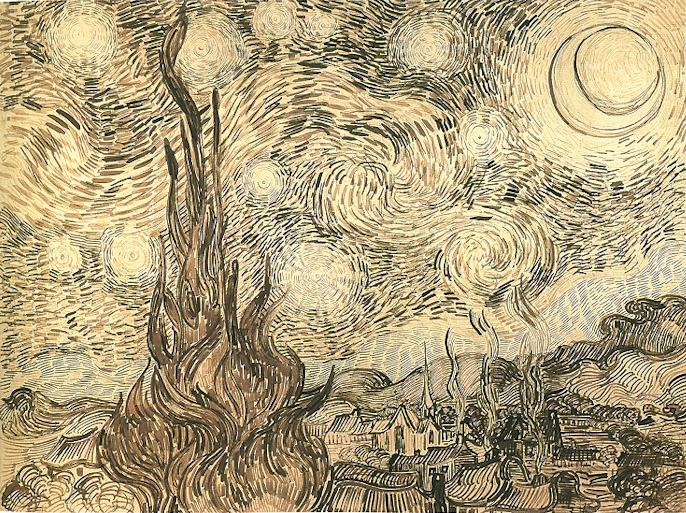
Xiprers en la nit estelada, un dibuix a sanguina de Vincent Van Gogh realitzat l'any 1889 i actualment conservat al Kunsthalle de Bremen

El setembre del 1888, abans de la crisi que va comportar la seva hospitalització a Arle, Vincent Van Gogh va pintar el Cel estelat sobre el Roine i, en una de les cartes al seu germà Theo, en parlava així:
| «                   | …tinc facilitat per fer allò que és difícil. Ara bé, això no m'impedeix tenir una immensa necessitat per, diguem, la religió. Així doncs, surto a fora durant la nit a pintar els estels. | » |
| — Vincent van Gogh, | |   |

A mitjans setembre del 1889, després d'una greu crisi que s'estengué des de mitjan juliol fins als últims dies d'agost, Van Gogh va pensar a incloure La nit estelada en el següent lot d'obres que enviaria al seu germà Theo a París. Per tal de reduir les despeses d'enviament, va reservar tres estudis, incloent-hi aquesta peça, els quals foren enviats a París en la següent remesa. En tant que Theo trigava a confirmar-li la recepció de les obres, Vincent insistí en diverses ocasions i, finalment, va rebre el comentari del seu germà sobre la seva obra més recent.

## Descripció de l'obra
La nit estelada està ancorada en la imaginació i la memòria de Van Gogh, i presenta una expressió molt íntima i subjectiva de la resposta de Van Gogh davant la natura. Servint-se de pinzellades molt gruixudes i empastades, sota un cel turbulent s'aixeca una visió idealitzada del poble de Sant Romieg de Provença, vist en direcció nord des del sanatori on Van Gogh estava ingressat. La serra dels Alps de l'Alta Provença tanca l'escena per la dreta, però aquesta visió no concorda amb precisió amb la vista des del sanatori, i podria ser que es tractés d'uns turons situats al sud del sanatori. El flanc esquerre és definit per un gran xiprer, també turbulent. Aquest és un arbre tradicionalment associat amb el dol i els cementiris, i en aquest cas és un element d'unió entre el cel turbulent, un camp d'energia en ebullició, i el poblet, un indret de calma on destaca el campanar de l'església, que evoca la terra nadiua de Van Gogh. Cal remarcar, a més, que durant la seva estada a Arle, Van Gogh havia canviat la posició de l'Ossa Major al Cel estelat sobre el Roine, ubicant-la al sud.
En una carta al seu germà, Vincent Van Gogh escrigué:
| «                   | Almenys tinc un paisatge amb oliveres, i també un nou estudi d'una nit estelada… No és un retorn a les idees romàntiques o religioses, no. Ara bé, tot prenent el camí de Delacroix, amb un color i un dibuix més determinat que la precisió del "trompe l'oeil", un pot presentar una natura més pura que els suburbis, que els bars de París. | » |
| — Vincent van Gogh, | |   |

Vincent no estava especialment satisfet de l'obra, i així ho comunicà al seu germà:
| «                   | Les quatre primeres teles són estudis sense l'efecte unitari que tenen les altres… Les oliveres amb els núvols blancs i les muntanyes al fons, a més de la llum de la lluna i l'efecte de la nit, tot això són exageracions des del punt de vista compositiu, les línies estan embolicades com la fusta vella. | » |
| — Vincent van Gogh, | |   |

| «                   | En aquesta remesa, crec que res no és bo, tret del camp de blat, la muntanya, l'orquídia, les oliveres amb les muntanyes blaves, el retrat i l'entrada a la pedrera. La resta no em diu res, perquè manca d'intenció individual i de sentiment en les línies. On aquestes línies són properes i intencionades, comença a ser una pintura, fins i tot si és exagerat. Això és una mica el que Bernard i Gauguin senten, no cerquen la forma correcta d'un arbre, però insisteixen que un pot dir si és rodó o quadrat —i crec que tenen raó, exasperats com estan per la cerca (buida) de la perfecció fotogràfica d'alguns. Certament, no buscaran el to correcte de les muntanyes, però diran: "Per l'amor de Déu, les muntanyes eren blaves, oi? Doncs, llavors, posa-hi blau i no em vagis dient si era un blau com aquest o com aquell altre. Era blau, oi? Doncs, fes-ho blau, i prou!" A vegades, Gauguin és un geni quan explica això, però és molt tímid mostrant-ho, i la manera com li agrada dir coses útils als joves és corprenedora. Com n'és d'estrany!. | » |
| — Vincent van Gogh, | |   |

## Interpretacions
Malgrat el gran nombre de cartes que Van Gogh va escriure, va dir molt poc sobre La nit estrellada. Després d'informar que havia pintat un cel estrellat al juny, Van Gogh va esmentar la pintura en una carta a Theo al voltant del 20 de setembre de 1889, quan la va incloure en una llista de pintures que enviava al seu germà a París, referint-s'hi com un estudi nocturn. D'aquesta llista de pintures, va escriure: «En general, les úniques coses que considero una mica bones són el Camp de blat, la muntanya, l'hort, les oliveres amb els turons blaus i el Retrat i l'Entrada a la pedrera, i la resta no em diu res»; la resta inclouria La nit estrellada. Quan va decidir reservar tres pintures d'aquest lot per estalviar diners en franqueig, La nit estrellada va ser una de les pintures que no va enviar. Finalment, en una carta al pintor Émile Bernard de finals de novembre de 1889, Van Gogh es va referir a la pintura com un fracàs.
Van Gogh va discutir amb Bernard i especialment amb Paul Gauguin sobre si s'havia de pintar del natural, com preferia Van Gogh, o pintar el que Gauguin anomenava abstraccions: pintures concebudes en la imaginació, o de tête. A la carta a Bernard, Van Gogh va relatar les seves experiències quan Gauguin va viure amb ell des del 23 d'octubre de 1888 fins al 25 de desembre del mateix any.
| « | Quan Gauguin era a Arles, una o dues vegades em vaig deixar enganyar per l'abstracció, com ja saps... Però això va ser una il·lusió, estimat amic, i aviat un topa amb un mur de maons... I, tanmateix, una vegada més em vaig deixar enganyar per buscar estrelles massa grans —un altre fracàs— i ja n'he tingut prou. | » |

Van Gogh aquí es refereix als remolins expressionistes que dominen la part superior central de La nit estrellada.
Theo es va referir a aquests elements pictòrics en una carta a Vincent datada el 22 d'octubre de 1889: «Intueixo el que et preocupa en les noves teles com el poble a la llum de la lluna [ La nit estrellada ] o les muntanyes, però sento que la recerca d'estil elimina el veritable sentiment de les coses». Vincent va respondre a principis de novembre: «Malgrat el que dius a la teva carta anterior, que la recerca d'estil sovint perjudica altres qualitats, el fet és que em sento molt impulsat a buscar l'estil si vols, però amb això em refereixo a un dibuix més viril i més deliberat. Si això em farà semblar més a Bernard o Gauguin, no hi puc fer res. Però m'inclino a creure que a la llarga t'hi acostumaràs». I més tard a la mateixa carta, va escriure: «Sé molt bé que els estudis dibuixats amb línies llargues i sinuoses de l'última remesa no eren el que haurien de ser, però, m'atreveixo a instar-te a creure que en els paisatges es continuarà massificant les coses mitjançant un estil de dibuix que busca expressar l'entrellat de les masses».
Però tot i que Van Gogh defensava periòdicament les pràctiques de Gauguin i Bernard, cada vegada inevitablement les repudia i continuava amb el seu mètode preferit de pintar del natural. Com els impressionistes que havia conegut a París, especialment Claude Monet, Van Gogh també preferia treballar en sèries. Havia pintat la seva sèrie de gira-sols a Arles, i va pintar la sèrie de xiprers i camps de blat a Saint-Rémy. La nit estrellada pertany a aquesta última sèrie, així com a una petita sèrie de nocturns que va iniciar a Arles.

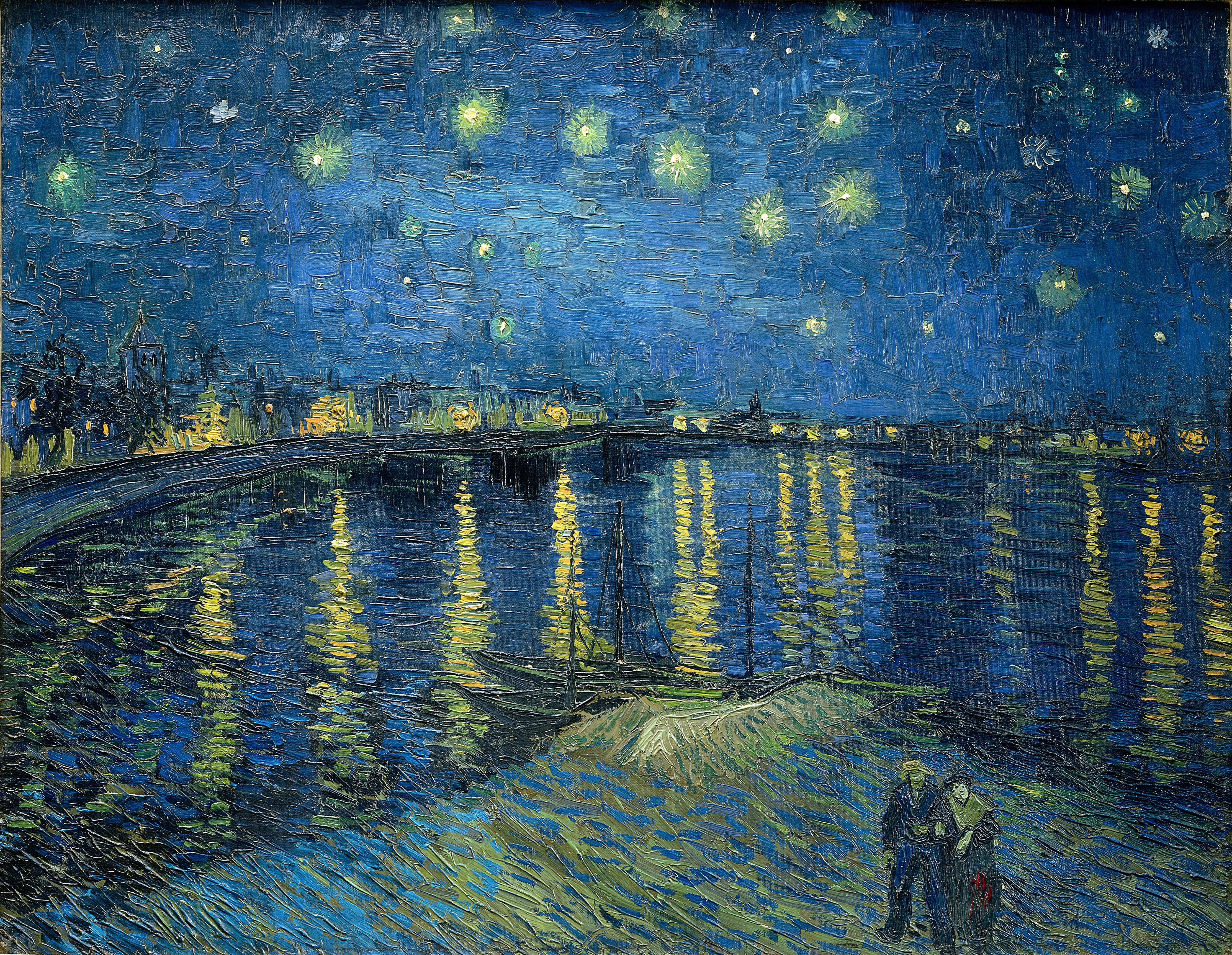
Nit estrellada sobre el Roine, de Van Gogh, 1888, oli sobre tela

La sèrie nocturna estava limitada per les dificultats que plantejava pintar aquestes escenes de la natura, és a dir, de nit. La primera pintura de la sèrie va ser Terrassa del cafè de nit, pintada a Arles a principis de setembre de 1888, seguida de Cel estelat sobre el Roine més tard aquell mateix mes. Les declaracions escrites de Van Gogh sobre aquestes pintures proporcionen més informació sobre les seves intencions per pintar estudis nocturns en general i La nit estrellada en particular.
Poc després d'arribar a Arles el febrer de 1888, Van Gogh va escriure a Theo: «Necessito una nit estrellada amb xiprers o... potser sobre un camp de blat madur; hi ha unes nits realment boniques aquí». Aquella mateixa setmana, va escriure a Bernard: «Un cel estrellat és una cosa que m'agradaria intentar fer, igual que durant el dia intentaré pintar un prat verd esquitxat de dents de lleó». Va comparar les estrelles amb punts en un mapa i va reflexionar que, igual que s'agafa un tren per viatjar per la Terra, «cal la mort per arribar a una estrella». Tot i que en aquest moment de la seva vida Van Gogh estava desil·lusionat per la religió, sembla que no havia perdut la seva creença en una vida després de la mort. Va expressar aquesta ambivalència en una carta a Theo després d'haver pintat Nit estrellada sobre el Roine, confessant una «tremenda necessitat de, diré la paraula, de religió, així que surto a la nit a pintar les estrelles».
Va escriure sobre existir en una altra dimensió després de la mort i va associar aquesta dimensió amb el cel nocturn. «Seria tan simple i explicaria tant les coses terribles de la vida, que ara ens sorprenen i ens fereixen, que si la vida tingués un altre hemisferi, invisible és cert, però on s'aterra quan es mor». «L'esperança és a les estrelles», va escriure, però es va afanyar a assenyalar que «aquesta terra també és un planeta i, en conseqüència, una estrella o un orbe celestial». I va afirmar rotundament que La nit estrellada «no era un retorn a les idees romàntiques ni religioses».
El reconegut historiador de l'art Meyer Schapiro destaca els aspectes expressionistes de La nit estrellada, dient que va ser creada sota la pressió del sentiment i que és una pintura visionària inspirada en un estat d'ànim religiós. Schapiro teoritza que el contingut ocult Schapiro teoritza que el contingut ocult de l'obra es refereix al Llibre de l'Apocalipsi del Nou Testament, que revela un «tema apocalíptic de la dona amb dolor de part, cenyida amb el sol i la lluna i coronada d'estrelles, el fill nounat de la qual està amenaçat pel drac». (Schapiro, en el mateix volum, també professa veure una imatge d'una mare i un fill entre els núvols a Paisatge amb oliveres, pintat al mateix temps i sovint considerat un penjoll de La nit estrellada.)
L'historiador de l'art Sven Loevgren amplia l'enfocament de Schapiro, tornant a qualificar La nit estrellada com una «pintura visionària que va ser concebuda en un estat de gran agitació». Escriu sobre el «caràcter al·lucinatori de la pintura i la seva forma violentament expressiva», tot i que s'esforça a assenyalar que la pintura no va ser executada durant una de les crisis incapacitants de Van Gogh. Loevgren compara l' anhel religiós pel més enllà de Van Gogh amb la poesia de Walt Whitman. Anomena La nit estrellada «una imatge infinitament expressiva que simbolitza l'absorció final de l'artista pel cosmos i que dóna una sensació inoblidable d'estar al llindar de l'eternitat». Loevgren elogia la interpretació eloqüent de Schapiro de la pintura com una visió apocalíptica i avança la seva teoria simbolista sobre les onze estrelles en un dels somnis de Josep al Llibre del Gènesi de l'Antic Testament. Loevgren afirma que els elements pictòrics de La nit estrellada «es visualitzen en termes purament simbòlics» i assenyala que «el xiprer és l'arbre de la mort als països mediterranis”.

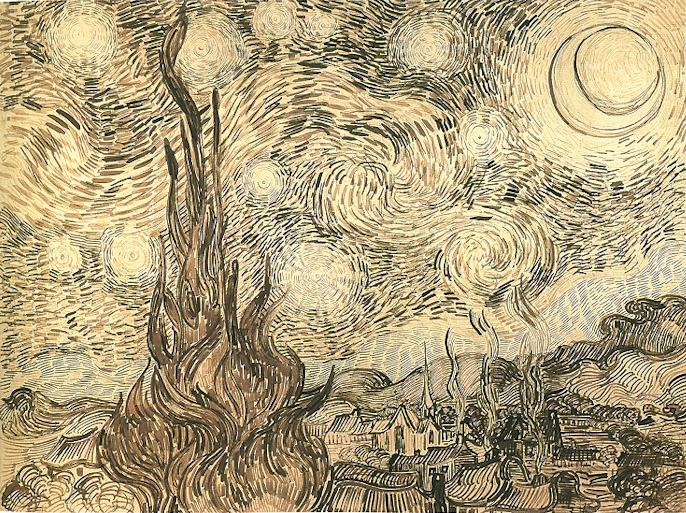
El dibuix Xiprers a la nit estrellada, una còpia a ploma de canya executada per Van Gogh a partir de la pintura el 1889. Originalment es conservava a la Kunsthalle Bremen, avui dia part de la disputada Col·lecció Baldin.

La historiadora de l'art Lauren Soth també troba un subtext simbolista a La nit estrellada, dient que la pintura és un tema religiós tradicional disfressat i una imatge sublimada dels sentiments religiosos més profunds [de Van Gogh]. Citant l'admiració declarada de Van Gogh per les pintures d’Eugène Delacroix, i especialment l'ús del blau prussià i el groc cítric per part del pintor anterior en pintures de Crist, Soth teoritza que Van Gogh va utilitzar aquests colors per representar Crist a La nit estrellada. Critica les interpretacions bíbliques de Schapiro i Loevgren, que depenen com són d'una lectura de la lluna creixent com a incorporació d'elements del Sol. Diu que és simplement una lluna creixent, que, escriu, també tenia un significat simbòlic per a Van Gogh, representant la consolació.
És a la llum d'aquestes interpretacions simbolistes de La nit estrellada que l'historiador de l'art Albert Boime presenta el seu estudi de la pintura. Com s'ha esmentat anteriorment, Boime ha demostrat que la pintura representa no només els elements topogràfics de la vista de Van Gogh des de la finestra del seu asil, sinó també els elements celestes, identificant no només Venus sinó també la constel·lació d'Àries. Suggereix que Van Gogh originalment tenia la intenció de pintar una lluna gibosa, però va tornar a una imatge més tradicional de la lluna creixent, i teoritza que l'aureola brillant al voltant de la mitja lluna resultant és un vestigi de la versió gibosa original. Relata l'interès de Van Gogh pels escrits de Victor Hugo i Jules Verne com a possible inspiració per a la seva creença en una vida després de la mort en estrelles o planetes. Proporciona una discussió detallada dels avenços ben publicitats en astronomia que van tenir lloc durant la vida de Van Gogh.
Boime afirma que, tot i que Van Gogh mai va esmentar l'astrònoma Camille Flammarion a les seves cartes, creu que Van Gogh devia estar al corrent de les populars publicacions il·lustrades de Flammarion, que incloïen dibuixos de nebuloses espirals (com s'anomenaven les galàxies aleshores) vistes i fotografiades a través de telescopis. Boime interpreta la figura giratòria a la part central del cel de La nit estrellada com a representació d'una galàxia espiral o d'un cometa, fotografies del qual també s'havien publicat en mitjans de comunicació populars. Afirma que els únics elements no realistes de la pintura són el poble i els remolins al cel. Aquests remolins representen la comprensió de Van Gogh del cosmos com un lloc viu i dinàmic.
L'astrònom de Harvard Charles A. Whitney va dur a terme el seu estudi astronòmic de La nit estrellada contemporàniament, però independentment, amb Boime (que va passar gairebé tota la seva carrera a la UCLA). Tot i que Whitney no comparteix la certesa de Boime sobre la constel·lació d'Àries, coincideix amb Boime sobre la visibilitat de Venus a la Provença en el moment en què es va executar la pintura. També veu la representació d'una galàxia espiral al cel, tot i que atribueix l'original a l'astrònom angloirlandès William Parsons, tercer comte de Rosse, l'obra del qual va reproduir Flammarion.

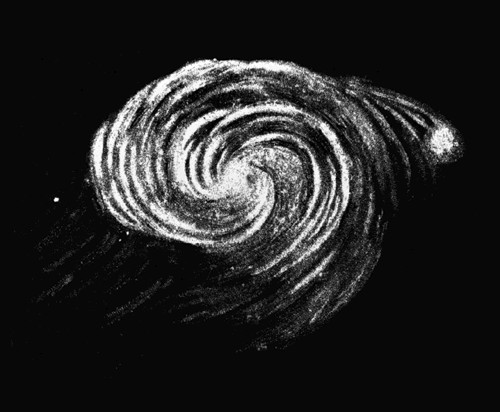
Esbós de la Galàxia del Remolí per Lord Rosse el 1845, 44 anys abans de la pintura de Van Gogh

Whitney també teoritza que els remolins del cel podrien representar el vent, evocant el mestral que va tenir un efecte tan profund en Van Gogh durant els vint-i-set mesos que va passar a la Provença. (Va ser el mestral el que va desencadenar la seva primera crisi nerviosa després d'entrar al manicomi, el juliol de 1889, menys d'un mes després de pintar La nit estrellada.) Boime teoritza que els tons blaus més clars just per sobre de l'horitzó mostren la primera llum del matí.
El poble ha estat identificat de diverses maneres com un record de la terra natal neerlandesa de Van Gogh, o basat en un esbós que va fer de la ciutat de Saint-Rémy. En qualsevol cas, és un component imaginari de la imatge, no visible des de la finestra del dormitori del manicomi.
Els xiprers s'han associat durant molt de temps amb la mort en la cultura europea, tot i que la qüestió de si Van Gogh pretenia que tinguessin un significat tan simbòlic a La nit estrellada és objecte d'un debat obert. En una carta de l'abril de 1888 a Bernard, Van Gogh es va referir a xiprers funeraris, tot i que això possiblement és similar a dir roures majestuosos o salzes ploraners. Una setmana després de pintar La nit estrellada, va escriure al seu germà Theo: «Els xiprers sempre ocupen els meus pensaments. M'agradaria fer-ne alguna cosa com els llenços dels gira-sols perquè em sorprèn que encara no s'hagin fet tal com els veig». A la mateixa carta va esmentar dos estudis de xiprers d'aquell difícil to verd ampolla. Aquestes afirmacions suggereixen que Van Gogh estava més interessat en els arbres per les seves qualitats formals que per la seva connotació simbòlica.
Schapiro es refereix al xiprer de la pintura com un símbol vague d'un esforç humà. Boime l'anomena la «contrapartida simbòlica del propi esforç de Van Gogh per l'Infinit a través de canals no ortodoxos». L'historiador de l'art Vojtech Jirat-Wasiutynski diu que per a Van Gogh els xiprers «funcionen com a obeliscs rústics i naturals» que proporcionen un enllaç entre el cel i la terra. (Alguns comentaristes veuen un arbre, altres dos o més.) Loevgren recorda al lector que «el xiprer és l'arbre de la mort als països mediterranis».
L'historiador d'art Ronald Pickvance diu que amb «el seu collage arbitrari de motius separats», La nit estrellada «està obertament estampada com una abstracció». Pickvance afirma que els xiprers no eren visibles mirant cap a l'est des de l'habitació de Van Gogh, i els inclou amb el poble i els remolins del cel com a productes de la imaginació de Van Gogh. Boime afirma que els xiprers eren visibles a l'est, igual que Jirat-Wasiutyński. Els biògrafs de Van Gogh Steven Naifeh i Gregory White Smith hi coincideixen, dient que Van Gogh va telescopiar la vista en algunes de les imatges de la vista des de la seva finestra, i és lògic que Van Gogh ho fes en una pintura que representa l'Estrella del Matí. Aquesta compressió de profunditat serveix per realçar la brillantor del planeta.
Soth utilitza la declaració de Van Gogh al seu germà, que La nit estrellada és «una exageració des del punt de vista de la disposició» per reforçar el seu argument que la pintura és una amalgama d'imatges. Tanmateix, no és de cap manera cert que Van Gogh estigués utilitzant disposició com a sinònim de composició. Van Gogh parlava de tres pintures, una de les quals era La nit estrellada, quan va fer aquest comentari: «Les oliveres amb núvols blancs i fons de muntanyes, així com la sortida de la lluna i l'efecte de nit», com ell ho va anomenar, «aquestes són exageracions des del punt de vista de la disposició, les seves línies estan contorsionades com les dels gravats en fusta antics». Les dues primeres pintures són universalment reconegudes com a vistes realistes i no compostes dels seus temes. El que les tres pintures tenen en comú és el color exagerat i la pinzellada del tipus al qual es referia Theo quan va criticar Van Gogh per la seva «recerca d'un estil [que] elimina el sentiment real de les coses» a La nit estrellada.
En dues altres ocasions per aquesta època, Van Gogh va utilitzar la paraula arranjament per referir-se al color, de manera similar a com James Abbott McNeill Whistler va utilitzar el terme. En una carta a Gauguin el gener de 1889, va escriure: «Com a arranjament de colors: els vermells que passen als taronges purs, intensificant-se encara més en els tons carn fins als cromats, passant als roses i casant-se amb els verds oliva i veronès. Com a arranjament impressionista de colors, mai he ideat res millor». (La pintura a la qual es refereix és La Berceuse, que és un retrat realista d'Augustine Roulin amb un fons floral imaginatiu.) I a Bernard a finals de novembre de 1889: «Però això és suficient perquè entenguis que anhelaria tornar a veure coses teves, com la pintura teva que té Gauguin, aquelles dones bretones caminant per un prat, l'arranjament del qual és tan bonic, el color tan ingènuament distingit. Ah, estàs canviant això per alguna cosa —cal dir la paraula— alguna cosa artificial, alguna cosa afectada».
Tot i que no arriben a qualificar la pintura de visió al·lucinatòria, Naifeh i Smith parlen de La nit estrellada en el context de la malaltia mental de Van Gogh, que identifiquen com a epilèpsia del lòbul temporal o epilèpsia latent. «No del tipus», escriuen, «conegut des de l'antiguitat, que feia que les extremitats es sacsegessin i el cos es col·lapsés ('la malaltia de la caiguda', com de vegades s'anomenava), sinó una epilèpsia mental: un bloqueig de la ment: un col·lapse del pensament, la percepció, la raó i l'emoció que es manifestava completament al cervell i sovint provocava un comportament estrany i dramàtic». Els símptomes de les convulsions «s'assemblaven a focs artificials d'impulsos elèctrics al cervell».
Van Gogh va experimentar el seu segon col·lapse en set mesos el juliol de 1889. Naifeh i Smith teoritzen que les llavors d'aquest col·lapse ja eren presents quan Van Gogh va pintar La nit estrellada, que en lliurar-se a la seva imaginació les seves defenses havien estat violades. Aquell dia a mitjans de juny, en un estat de realitat augmentada, amb tots els altres elements de la pintura al seu lloc, Van Gogh es va llançar a la pintura de les estrelles, produint, escriuen, un cel nocturn diferent de qualsevol altre que el món hagués vist mai amb ulls ordinaris. La pintura fa ressò dels seus pensaments i de l'estat d'ànim en què es trobava. Malgrat la foscor, sempre hi ha esperança al final del túnel.

## Galeria

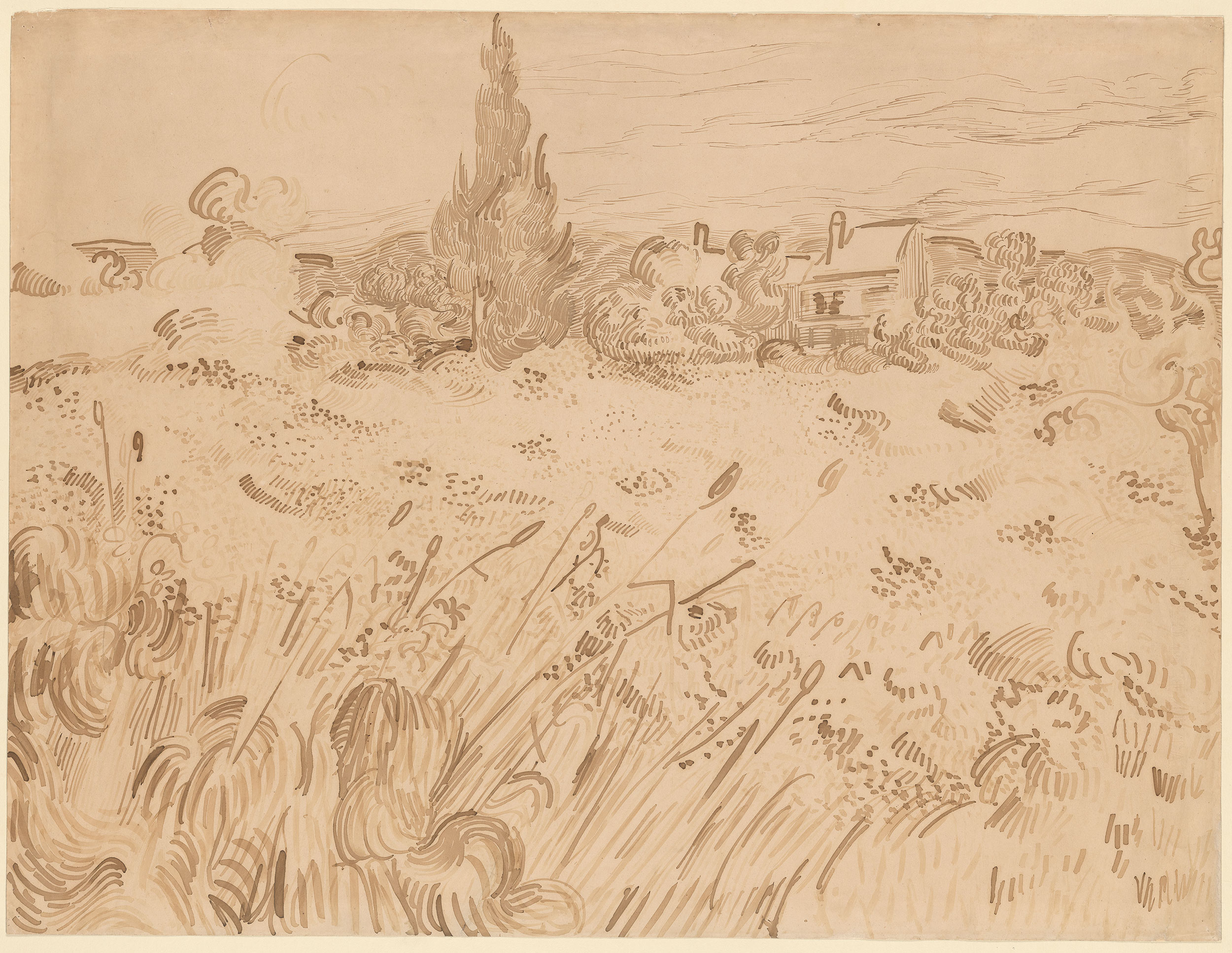
F1548 Camp de blat, Saint-Rémy de Provença, Biblioteca i Museu Morgan
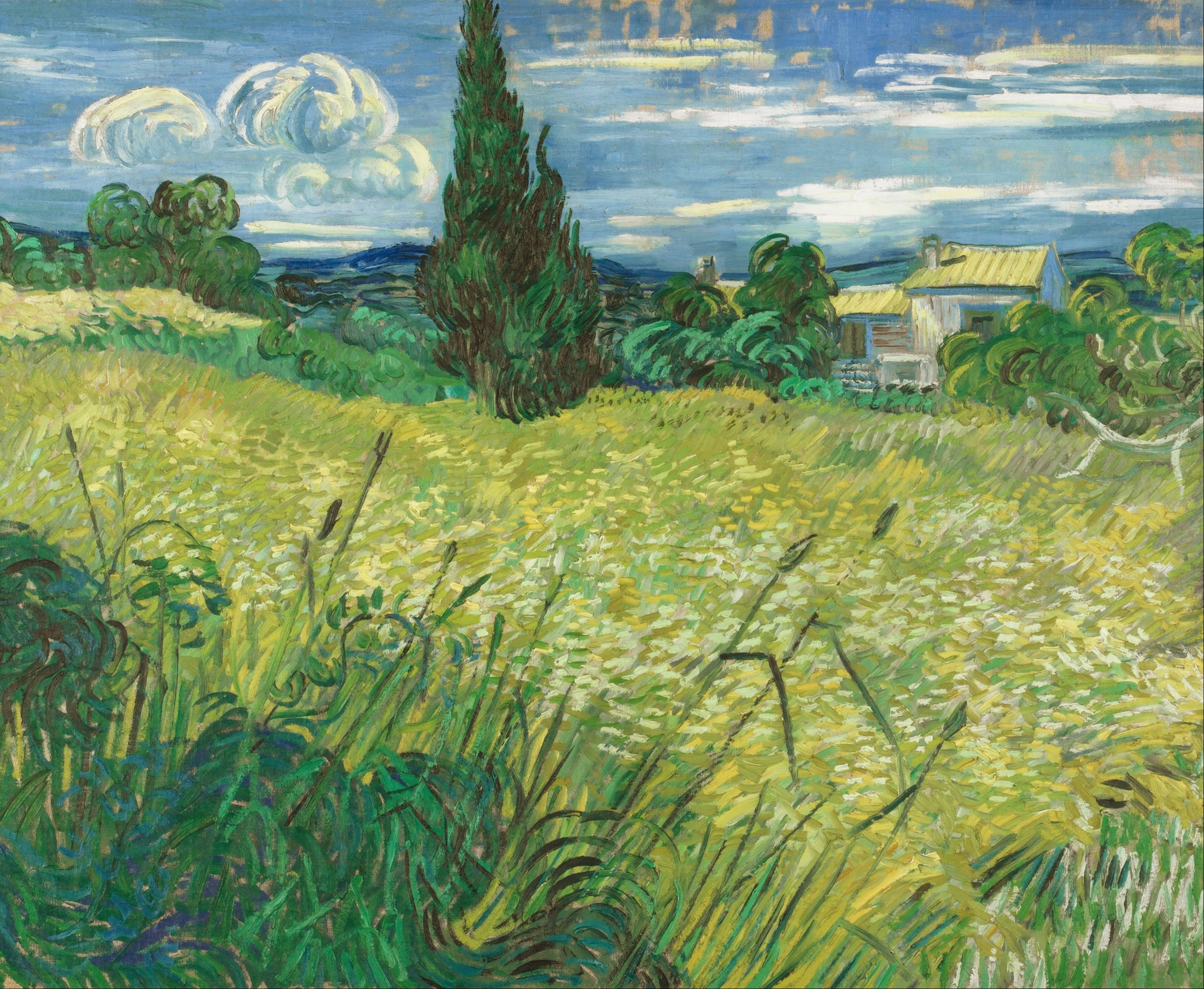
F719 Camp de blat verd amb xiprers, Galeria Nacional de Praga
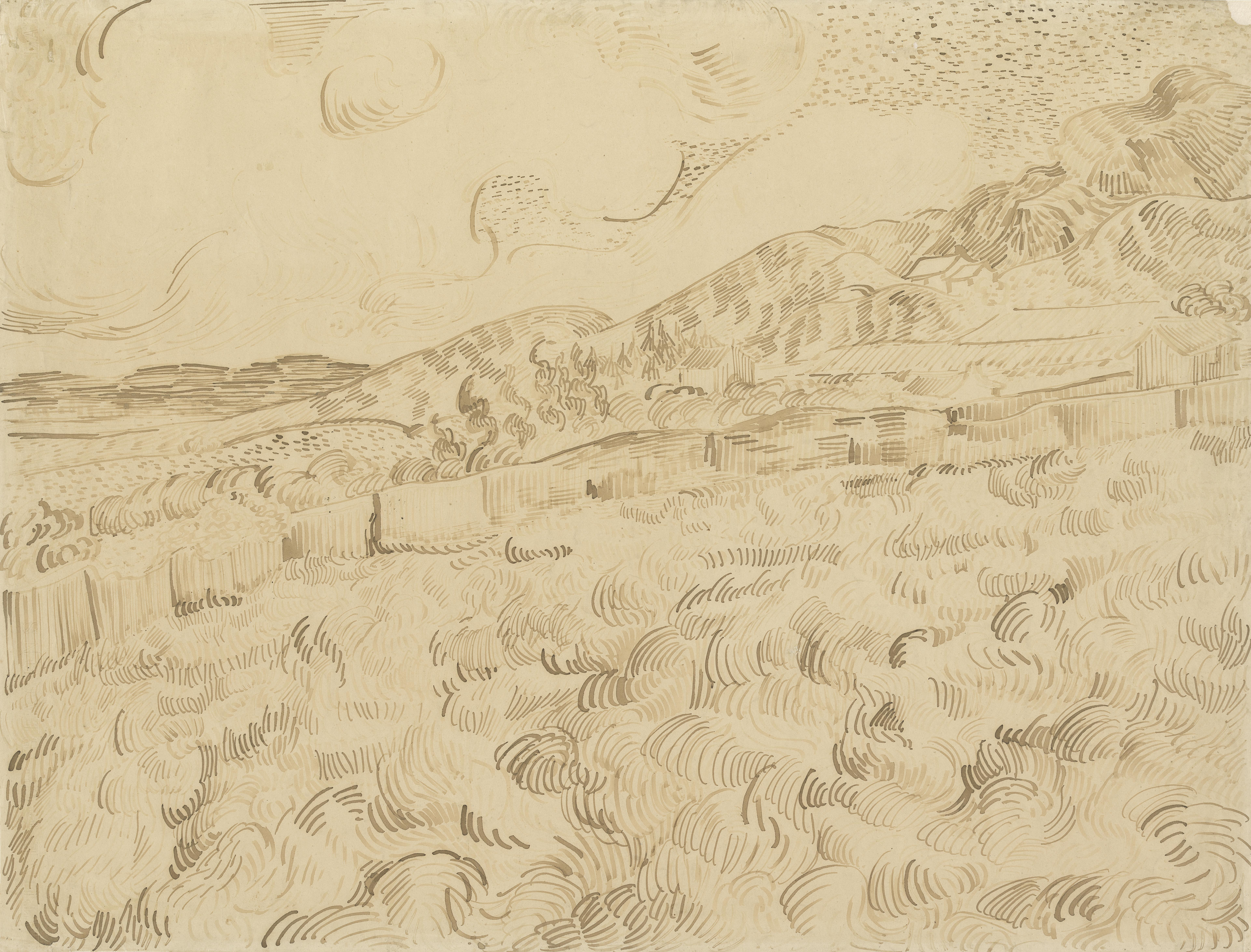
F1547 El camp de blat tancat després d'una tempesta, Museu Van Gogh
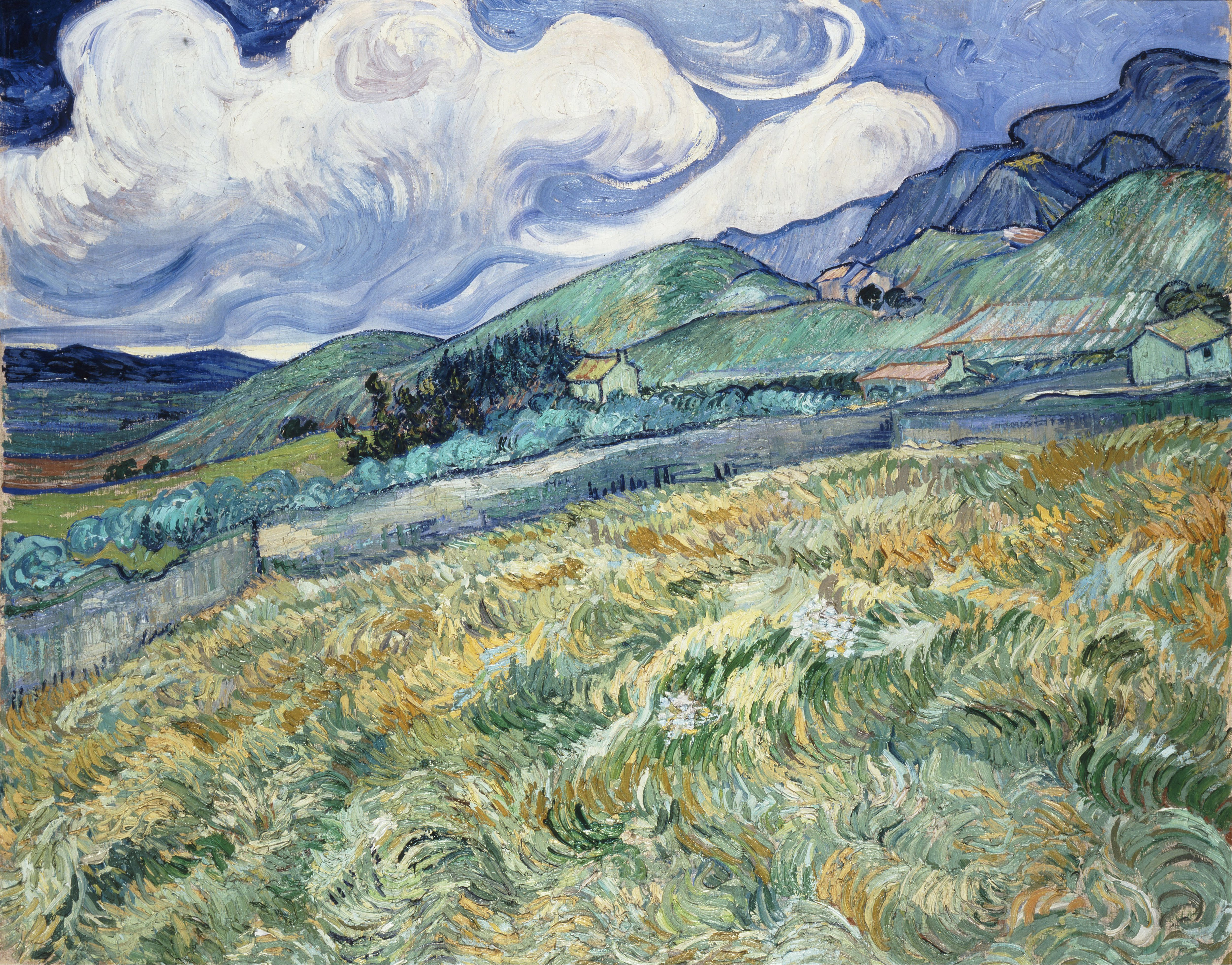
F611 Paisatge muntanyós darrere de Saint-Rémy, Nova Carlsberg Glyptotek
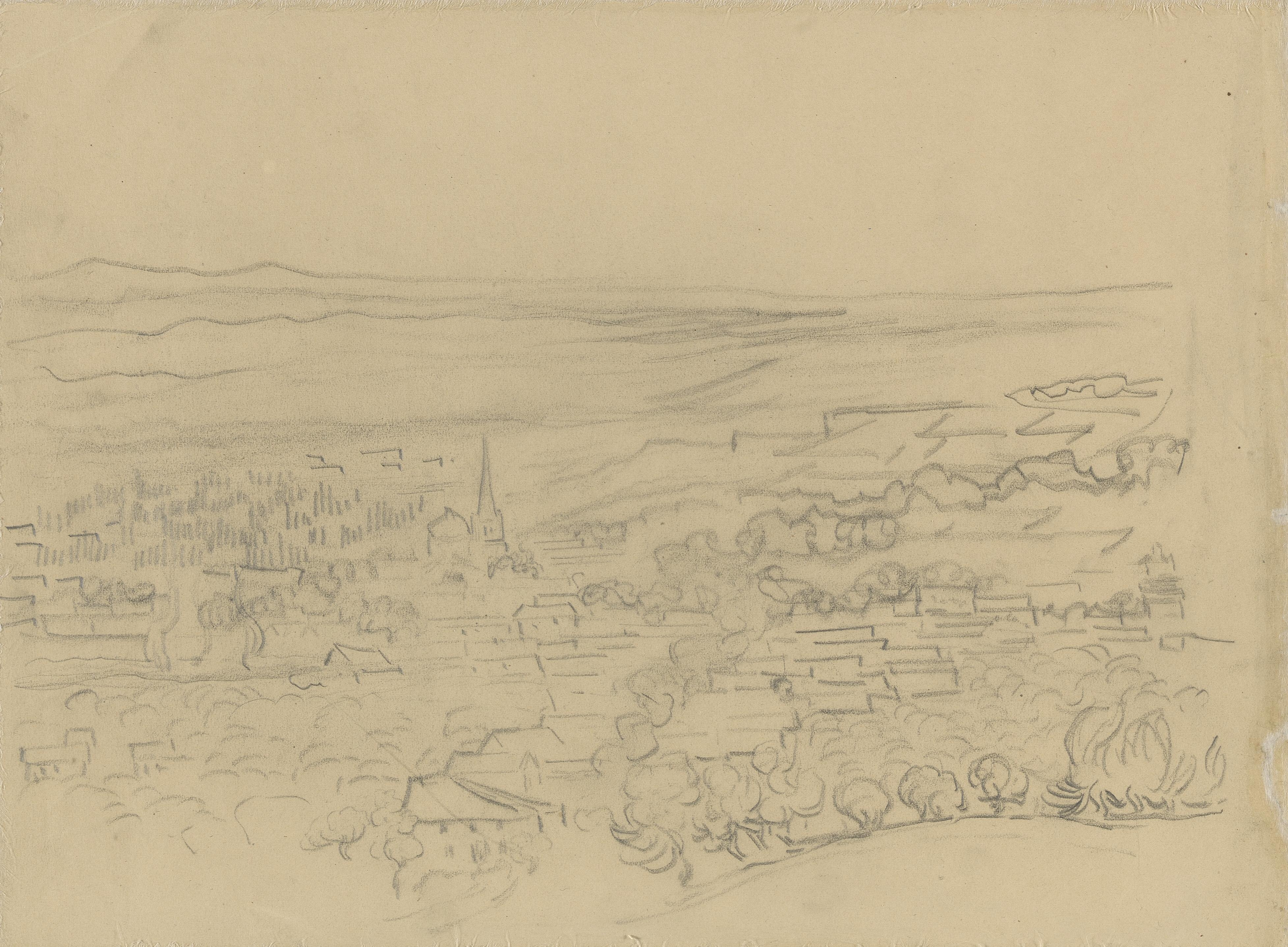
F1541v Vista aèria del poble, Museu Van Gogh
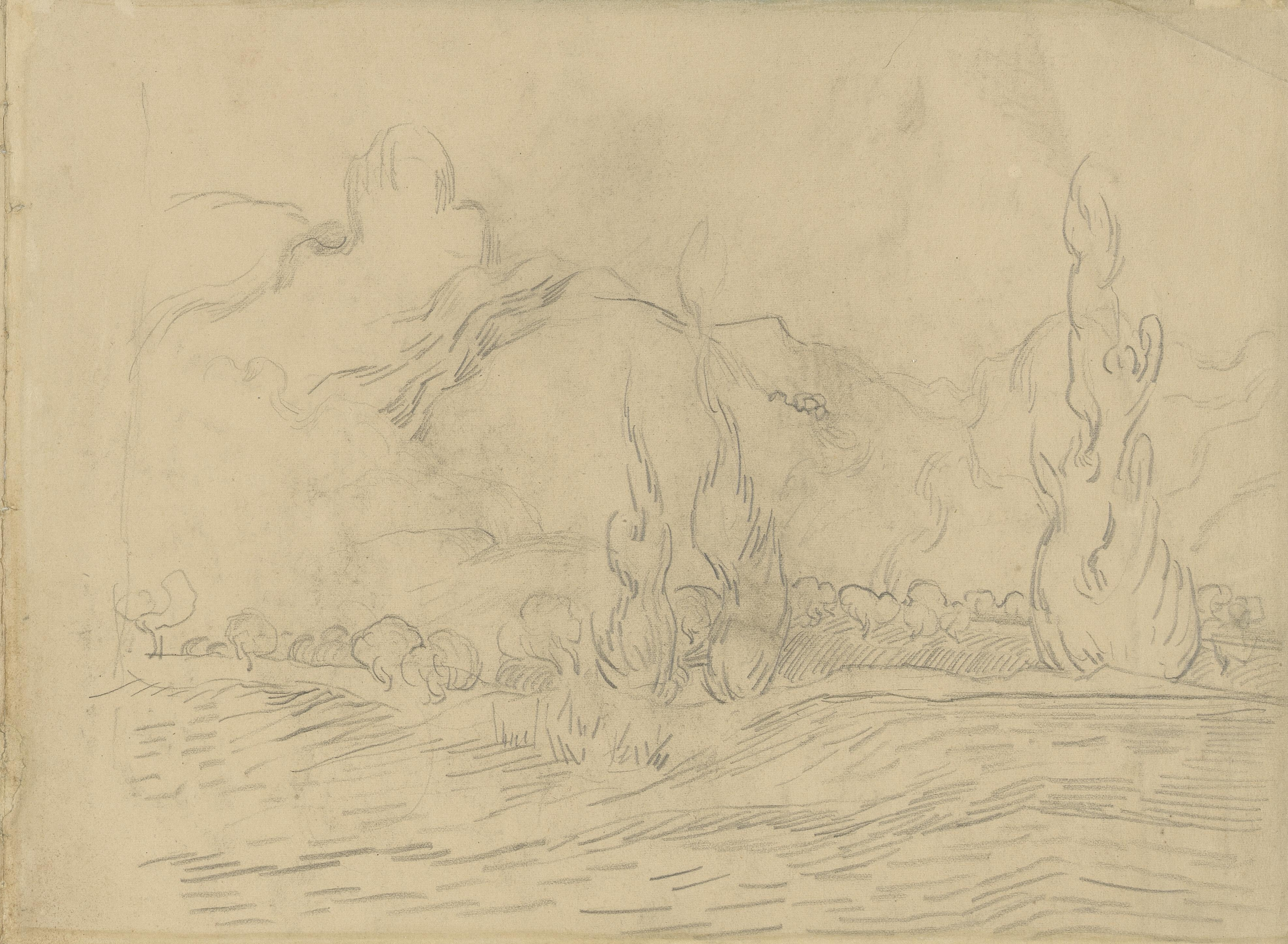
F1541r Paisatge amb xiprers, Museu Van Gogh